# Ocydromus dudichi
Ocydromus dudichi é uma espécie de insetos coleópteros pertencente à família Carabidae.
A autoridade científica da espécie é Csiki, tendo sido descrita no ano de 1928.
Trata-se de uma espécie presente no território português.